# Yucca decipiens
Yucca decipiens Trel. es una gran especie ramificada de planta fanerógama perteneciente a la familia Asparagaceae.

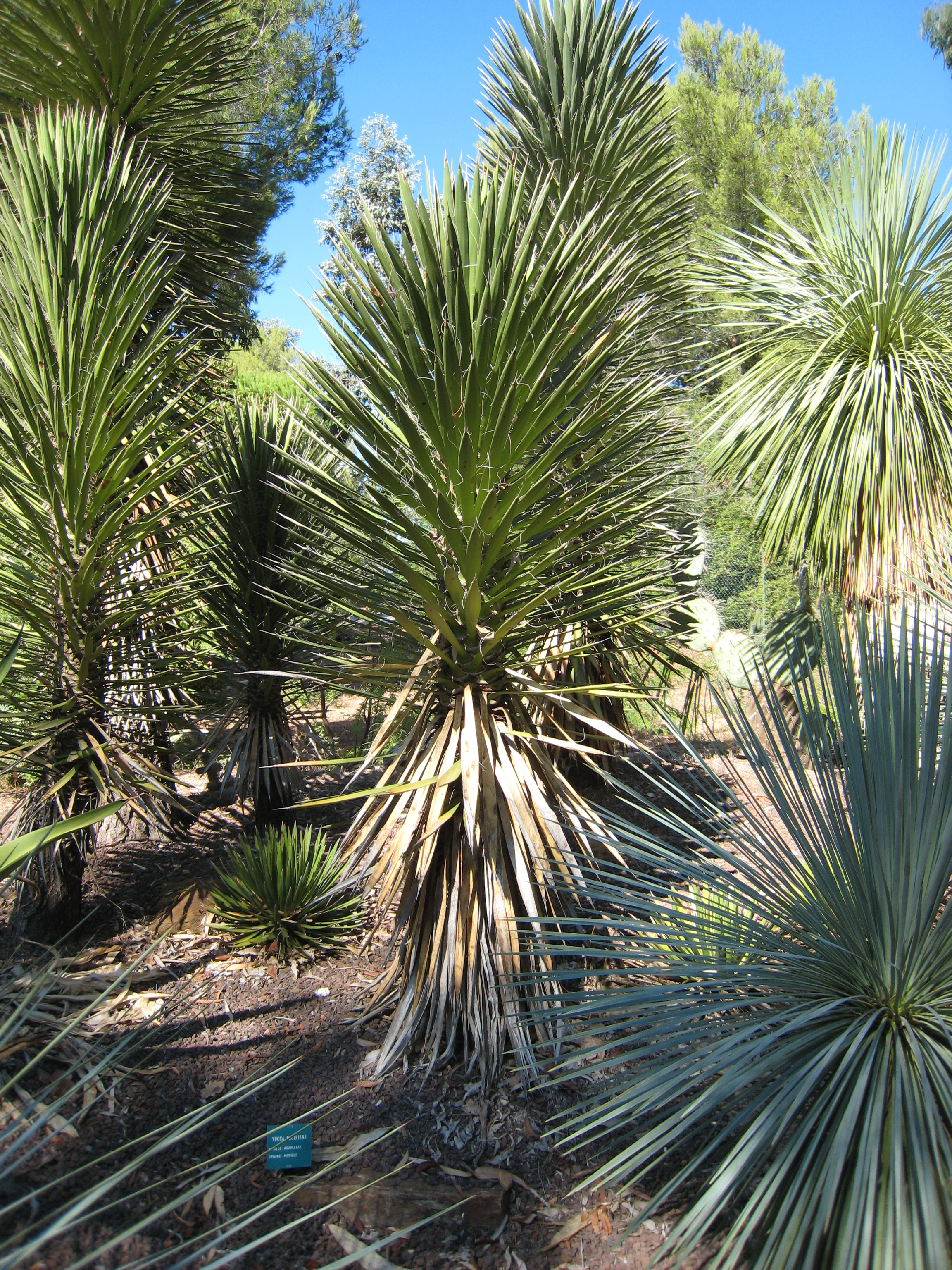
Vista de la planta

## Distribución y hábitat
Es nativa del centro-norte de México desde Durango a San Luis Potosí. 

## Descripción
Yucca decipiens es de hoja perenne, alcanzando un tamaño de 6 m de altura, creciendo a altitudes de 1.500 a 2.000 metros en las montañas. Se conoce con el nombre común de "palma negra".

## Taxonomía
Yucca decipiens fue descrita por William Trelease y publicado en Annual Report of the Missouri Botanical Garden 18: 228–229. 1907.
Etimología
Yucca: nombre genérico que fue nombrado por Carlos Linneo y que deriva por error de la palabra taína: yuca (escrita con una sola "c").
decipiens: epíteto latíno que significa "engañosa"
Sinonimia
- Sarcoyucca decipiens (Trel.) Linding.[5][6]